# Edward L. O’Neill

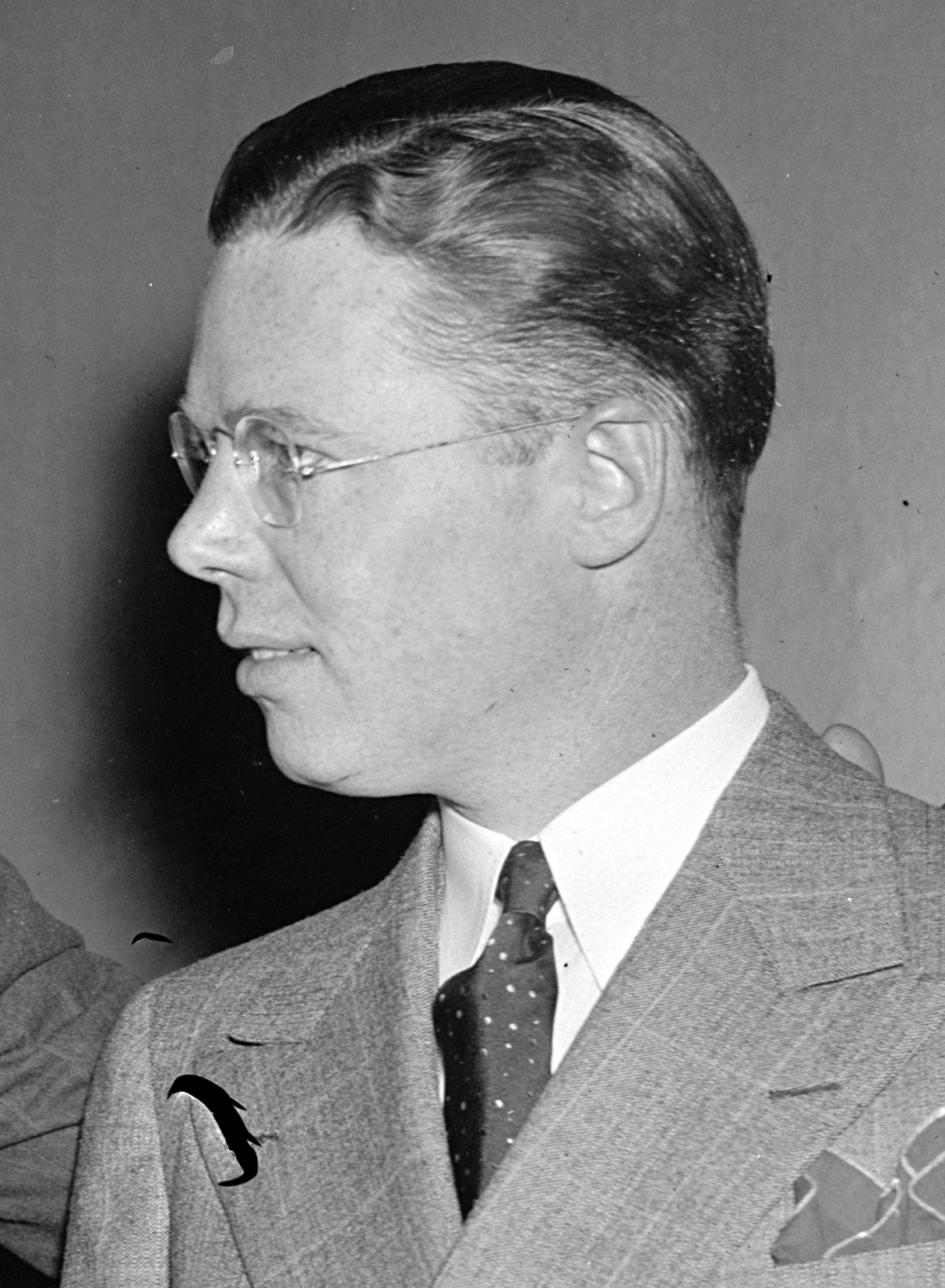
Edward L. O’Neill (1937)

Edward Leo O’Neill (* 10. Juli 1903 in Newark, New Jersey; † 12. Dezember 1948 ebenda) war ein US-amerikanischer Politiker. Zwischen 1937 und 1939 vertrat er den Bundesstaat New Jersey im US-Repräsentantenhaus.

## Werdegang
Edward O’Neill besuchte die öffentlichen Schulen seiner Heimat und diente danach zwischen 1919 und 1923 in der United States Navy. Danach arbeitete er in seiner Heimatstadt Newark im Immobiliengeschäft. Gleichzeitig begann er als Mitglied der Demokratischen Partei eine politische Laufbahn. 1934 kandidierte er noch erfolglos für den Kongress.
Bei den Kongresswahlen des Jahres 1936 wurde O’Neill im elften Wahlbezirk von New Jersey in das US-Repräsentantenhaus in Washington, D.C. gewählt, wo er am 3. Januar 1937 die Nachfolge von Peter Angelo Cavicchia antrat. Da er im Jahr 1938 nicht bestätigt wurde, konnte er bis zum 3. Januar 1939 nur eine Legislaturperiode im Kongress absolvieren, während der weitere New-Deal-Gesetze der Bundesregierung verabschiedet wurden.
In den Jahren 1939 und 1940 war O’Neill Leutnant in der Reserve der United States Navy. Während des Zweiten Weltkrieges war er in den Jahren 1942 und 1943 Hauptmann im Quartermaster Corps der United States Army. Von 1940 bis 1945 saß er im Steuerausschuss des Essex County. Außerdem war er als Makler in Newark tätig. Edward O’Neill starb dort am 12. Dezember 1948.